# アムリトサル
アムリトサル （パンジャーブ語: ਅੰਮ੍ਰਿਤਸਰ, -発音: [əmːˈɾɪtsəɾ] ( 音声ファイル); ヒンディー語: अमृतसर, ヒンディー語発音: [ə̃m.ɾɪt̪.s̪əɾ]; 英語: Amritsar）はインドの都市。パンジャーブ州に属する。人口は約100万人。アムリットサル、アムリッツァーなどとも表記される。
またサンスクリット語で「生命の水の貯水池」という意味がある。

## 地勢・産業
土地が肥沃であり農業が発展しているほか、織物業・化学工業も盛んである。近隣の都市としては、約50キロ西にパキスタンのラホールが位置している。

## 歴史
16世紀後半にシク教の信徒によって建てられた街である。1604年、スィク教の総本山であるハリマンディル・サーヒブ (ਹਰਿਮੰਦਰ ਸਾਹਿਬ、Harmandir Sahib) が建てられた（19世紀初頭に屋根が金箔で覆われたことから、現在はゴールデン・テンプルまたは黄金寺院という通称が定着している）。
植民地時代の1919年には、逮捕令状なしでの破壊活動容疑者の逮捕・投獄を認めたローラット法に抗議する大暴動が発生して、インド軍の治安部隊が投入された。その直後、非武装の抗議集会が開かれたが、インド軍が発砲し、多くの市民が殺害された。この事件はアムリトサル事件、アムリトサル虐殺事件などと称される。

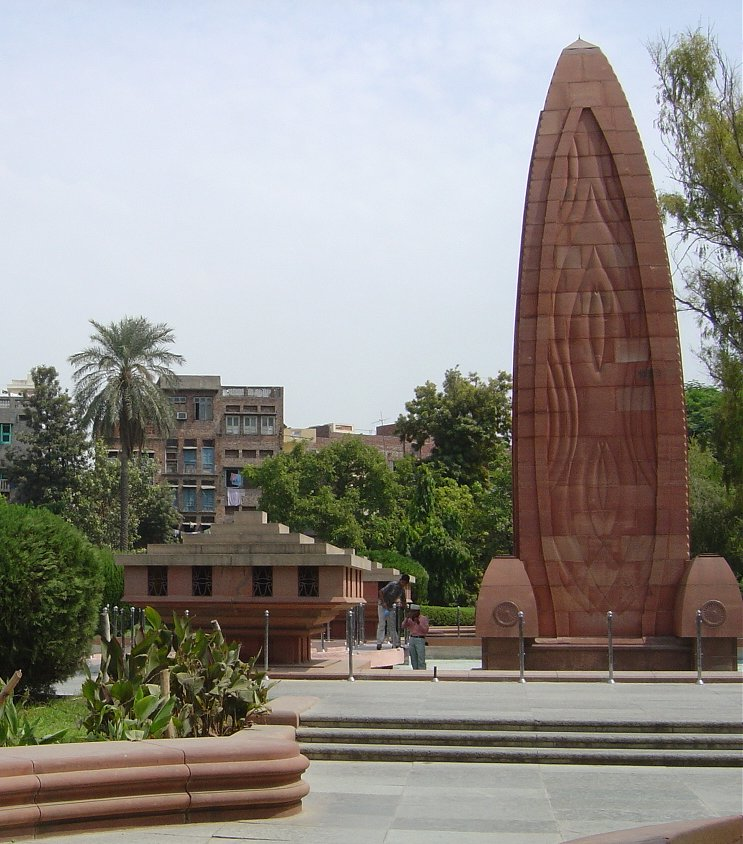
アムリトサルにおける虐殺の記念碑

戦後、インディラ・ガンディー首相がスィク教徒の反政府勢力に対して強硬策をとった結果、ハリマンディル・サーヒブに立てこもった1000人以上のスィク教徒を武力鎮圧した（ブルースター作戦。黄金寺院事件ともいう）。この時の死傷者は数百人にものぼった。これに対する報復として、スィク教徒のボディガードらによってインディラ・ガンディー首相はまもなく暗殺された。

## 交通

### 空港
中心部より北西に約15kmの位置にアムリトサル国際空港、別名シュリー・グル・ラーム・ダース・ジー国際空港（Sri Guru Ram Das Ji International Airport）がある。イギリス、アラブ首長国連邦、マレーシアなどへの国際線が、デリー、ムンバイ、東部の州都パトナーなどに向けて国内線が就航している。

### 鉄道
町の中心駅はアムリトサル・ジャンクション駅（Amritsar Junction、国鉄略称ASR）である。この駅を終着とする列車が多いが、州北部のパサンコト（Pathankot）やジャンムー・カシミール州方面へ向かう列車は当駅を跨いで運転される。当駅と首都デリー、およびヒマラヤの麓にあるヒンドゥー教の聖地ハリドワール（Haridwar）の間には座席車で高速運転を行うシャターブディー急行（Shatabdi Express）が設定されている。
インド各地へ向かう長距離寝台列車も多数運転されている。運転頻度が高く距離も長い列車の主な行先は東部の大都市コルカタ（ラクナウ、ヴァーラーナシー、パトナー経由）、西部の大都市ムンバイ（メーラト、デリー、コタ経由のものと、デリー、ボーパール経由など）、中西部のナーンデード（Nanded、デリー、ボーパール経由）、中東部のビラースプル（Bilaspur、デリー、アーグラ、ボーパール経由）など。このうち、ムンバイと当地を結ぶ列車の一つ（コタ経由のもの）には当地の代表的観光地からゴールデンテンプルメール（Golden Temple Mail）という名前が付けられている。
運転日は限られるが、西部のアフマダーバード（Ahmadabad）、タタ財閥で知られる東部の工業都市ジャムシェードプル（Jamshedpur, 別名Tata Nagar)、南部のヴィシャーカパトナム（Visakhapatnam、デリー、アーグラ経由）、最南部のティルヴァナンタプラム（Thiruvananthapuram）へ向かう列車もある。ただし、経由地は列車によって異なるものがある。

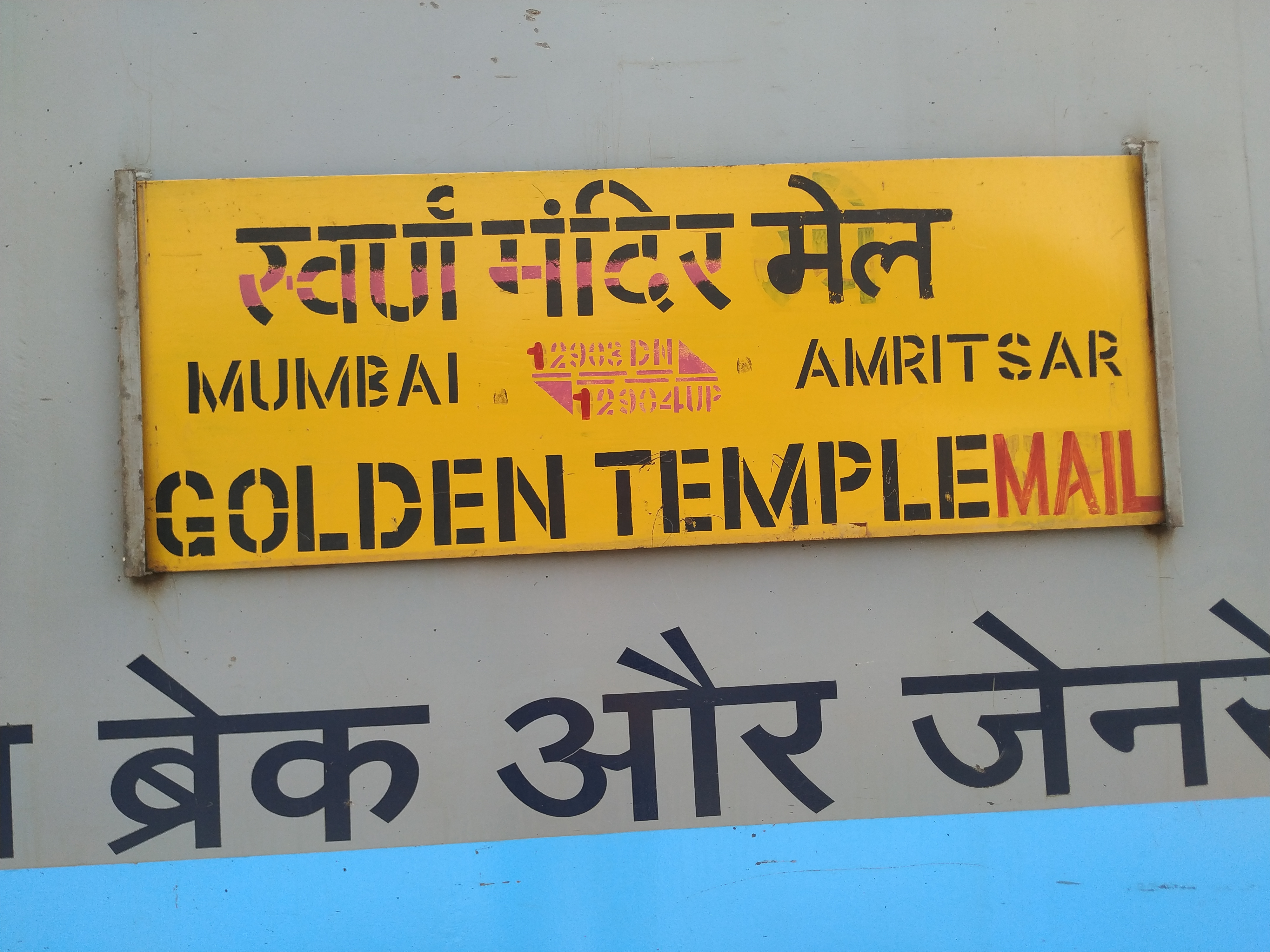
ゴールデンテンプルメールの行先標

### バス
バスターミナル（Amritsar bus stand）はジャンクション駅の東側にある。